# Noaptea demonului
Night of the Demon (Noaptea demonului) este un film de groază britanic din 1957 regizat de Jacques Tourneur. Rolurile principale au fost interpretate de actorii Dana Andrews, Peggy Cummins și Niall MacGinnis. Scenariul este bazat pe nuvela cu fantome Casting the Runes din 1911 de M. R. James; cu elemente din A School Story, ambele din colecția de groază More Ghost Stories.

## Rezumat
Intriga se învârte în jurul unui psiholog american care cercetează un cult satanic suspectat de mai multe crime. Magicianul negru Julian Carswell (al cărui prototip era celebrul ocultist Aleister Crowley) este implicat în acest caz.

## Distribuție
| Actor           | Personaj               |
| --------------- | ---------------------- |
| Dana Andrews    | Dr. John Holden        |
| Peggy Cummins   | Joanna Harrington      |
| Niall MacGinnis | Dr. Julian Karwell     |
| Athene Seyler   | Mrs. Karwell           |
| Liam Redmond    | Professor Mark o'Brain |
| Peter Elliott   | Professor Kumar        |
| Maurice Denham  | Professor Harrington   |